# سانتینی کبیر
سانتینی کبیر (انگلیسی: The Great Santini) فیلمی در ژانر درام به کارگردانی لوئیس جان کارلینو است که در سال ۱۹۷۹ منتشر شد.

## بازیگران
- رابرت دووال
- بلایث دانر
- مایکل اوکیف
- استن شو
- دیوید کیت
- پال گلیسون